# John Diehl
John Diehl (* 1. května 1950 Cincinnati, Ohio) je americký filmový herec, známý pro role ve filmech Hvězdná brána (1994), Nixon (1995) nebo Jurský park 3 (2001). Objevil se také v seriálu Miami Vice a několika dalších. Ztvárňoval tvrdé typy drsných mužů, i ve skutečném životě je fyzicky zdatný - koketoval také s profesionálním boxem.